# 1. ročník udílení Cen Sdružení filmových a televizních herců
1. ročník udílení Cen Sdružení filmových a televizních herců se konal 25. února 1995 v Universal Studios v Los Angeles v Kalifornii. Ocenění se předalo nejlepším filmovým a televizním vystoupením v roce 1994. Nominace byly oznámeny 23. ledna 1995. Ceremoniál vysílala stanice NBC. Speciální cenu získal George Burns.

## Vítězové a nominovaní
Tučně jsou označeni vítězové.

### Film
| Nejlepší mužský herecký výkon v hlavní roli | Nejlepší ženský herecký výkon v hlavní roli |
| --- | --- |
| - Tom Hanks jako Forrest Gump – Forrest Gump - Morgan Freeman jako Ellis Boyd Redding – Vykoupení z věznice Shawshank - Paul Newman jako Donald Sullivan – Nejsem blázen - Tim Robbins jako Andy Dufresne – Vykoupení z věznice Shawshank - John Travolta jako Vincent Vega – Pulp Fiction: Historky z podsvětí | - Jodie Foster jako Nell Kellty – Nell - Jessica Lange jako Carly Marshall – Operace Blue Sky - Meg Ryanová jako Alice Green – Když muž miluje ženu - Susan Sarandon jako Regina Love –Nebezpečný klient - Meryl Streep jako Gail Hartman – Divoká řeka                                 |
| Nejlepší mužský herecký výkon ve vedlejší roli | Nejlepší ženský herecký výkon ve vedlejší roli |
| - Martin Landau jako Bela Lugosi – Ed Wood - Samuel L. Jackson jako Jules Winnfield – Pulp Fiction: Historky z podsvětí - Chazz Palminteri jako Cheech – Výstřely na Broadwayi - Gary Sinise jako Dan Taylor – Forrest Gump - John Turturro jako Herb Stempel – Otázky a odpovědi                               | - Dianne Wiest jako Helen Sinclair – Výstřely na Broadwayi - Jamie Lee Curtis jako Helen Tasker – Pravdivé lži - Sally Fieldová jako paní Gumpová– Forrest Gump - Uma Thurman jako Mia Wallace – Pulp Fiction: Historky z podsvětí - Robin Wright jako Jenny Curran-Gump – Forrest Gump |

### Televize
| Nejlepší mužský herecký výkon v seriálu (drama) | Nejlepší ženský herecký výkon v seriálu (drama) |
| --- | --- |
| - Dennis Franz jako Andy Sipowicz – Policie New York - Hector Elizondo jako Philip Waters –Nemocnice Chicago Hope - Mandy Patinkin jako Jeffrey Geiger – Nemocnice Chicago Hope - Tom Skerritt jako Jimmy Brock – Picket Fences - Patrick Stewart jako Jean-Luc Picard – Star Trek: Nová generace | - Kathy Baker jako Jill Brock – Picket Fences - Swoosie Kurtz jako Alexandra Reed Halsey Barker– Sisters - Angela Lansburyová jako Jessica Fletcher – To je vražda, napsala - Jane Seymour jako Dr. Michaela Quinn – Doktorka Quinnová - Cicely Tyson jako Carrie Grace Battle – Sweet Justice                 |
| Nejlepší mužský herecký výkon v seriálu (komedie) | Nejlepší ženský herecký výkon v seriálu (komedie) |
| - Jason Alexander jako George Constanza – Show Jerryho Seinfelda - John Goodman jako Dan Conner – Roseanne - Kelsey Grammer jako Frasier Crane – Frasier - David Hyde Pierce jako Niles Crane – Frasier - Paul Reiser jako Paul Buchman – Jsem do tebe blázen | - Helen Hunt jako Jamie Buchman – Jsem do tebe blázen - Candice Bergen jako Murphy Brown – Murphy Brown - Ellen DeGeneres jako Ellen Morgan – Ellen - Julia Louis-Dreyfus jako Elaine Benes – Show Jerryho Seinfelda - Roseanne Barr jako Roseanne Conner – Roseanne                                           |
| Nejlepší mužský herecký výkon v minisérii nebo TV filmu | Nejlepší ženský herecký výkon v minisérii nebo TV filmu |
| - Raúl Juliá jako Francisco Mendes – Amazonie v plamenech - James Garner jako Jim Rockford – The Rockford Files: I Still Love L.A. - John Malkovich jako Kurtz – Srdce temnoty - Gary Sinise jako Stu Redman – Svědectví - Forest Whitaker jako Mackenzie Casey – Vnitřní nepřítel | - Joanne Woodward jako Maggie Moran – Lekce života - Katharine Hepburn jako Cornelia Beaumont – One Christmas - Diane Keatonová jako Amelia Earht – Poslední let - Sissy Spacek jako Susan Lansing – Místo pro Annii - Cicely Tyson jako Castralia, služebná – Nejstarší žijící konfederační vdova vypráví vše |
| Nejlepší obsazení (drama) | |
| - Policie New York – Gordon Clapp, Dennis Franz, Sharon Lawrence, James McDaniel, Gail O'Grady, Jimmy Smits a Nicholas Turturro - Pohotovost – George Clooney, Anthony Edwards, Eriq La Salle, Julianna Margulies, Sherry Stringfield a Noah Wyle - Zákon a pořádek – Jill Hennessy, Steven Hill, S. Epatha Merkerson, Chris Noth, Jerry Orbach a Sam Waterson - Nemocnice Chicago Hope – Adam Arkin, Hector Elizondo, Thomas Gibson, Roxanne Hart, Peter MacNicol, E. G. Marshall a Mandy Patinkin - Picket Fences – Kathy Baker, Don Cheadle, Holly Marie Combs, Kelly Connell, Robert Cornthwaite, Fyvush Finkel, Lauren Holly, Costas Mandylor, Justin Shenkarow, Tom Skerritt, Leigh Taylor-Young, Ray Walston a Adam Wylie | |
| Nejlepší obsazení (komedie) | |
| - Show Jerryho Seinfelda – Jason Alexander, Julia Louis-Dreyfus, Michael Richards a Jerry Seinfeld - Frasier – Peri Gilpin, Kelsey Grammer, Jane Leeves, John Mahoney a David Hyde Pierce - Jsem do tebe blázen – Helen Hunt, Leila Kenzle, Richard Kind, Lisa Kudrow, John Pankow, Anne Ramsay a Paul Reiser - Murphy Brown – Candice Bergen, Pat Corley, Faith Ford, Charles Kimbrough, Joe Regalbuto a Grant Shaud - Zapadákov – Darren E. Burrows, John Corbett, Barry Corbin, John Cullum, Cynthia Geary, Elaine Miles, Rob Morrow, Peg Phillips, Teri Polo, Paul Provenza a Janine Turner | |